# Pedro Prado
Pedro Prado (Santiago do Chile, 8 de outubro de 1886 — Viña del Mar, 31 de janeiro de 1952) foi um poeta e romancista chileno.

## Prêmios
Pedro Prado ganhou o Prêmio Nacional de Literatura do Chile em 1949.